# Hulin (Cina)
Hulin (虎林市S, HǔlínP) è una città-contea della Cina, situata nella provincia di Heilongjiang e amministrata dalla prefettura di Jixi.